# John Akomfrah
 (juin 2024).
La mise en forme du texte ne suit pas les recommandations de Wikipédia : il faut le « wikifier ».
Les points d'amélioration suivants sont les cas les plus fréquents. Le détail des points à revoir est peut-être précisé sur la page de discussion.
- Les titres sont pré-formatés par le logiciel. Ils ne sont ni en capitales, ni en gras.
- Le texte ne doit pas être écrit en capitales (les noms de famille non plus), ni en gras, ni en italique, ni en « petit »…
- Le gras n'est utilisé que pour surligner le titre de l'article dans l'introduction, une seule fois.
- L'italique est rarement utilisé : mots en langue étrangère, titres d'œuvres, noms de bateaux, etc.
- Les citations ne sont pas en italique mais en corps de texte normal. Elles sont entourées par des guillemets français : « et ».
- Les listes à puces sont à éviter, des paragraphes rédigés étant largement préférés. Les tableaux sont à réserver à la présentation de données structurées (résultats, etc.).
- Les appels de note de bas de page (petits chiffres en exposant, introduits par l'outil «  Source ») sont à placer entre la fin de phrase et le point final[comme ça].
- Les liens internes (vers d'autres articles de Wikipédia) sont à choisir avec parcimonie. Créez des liens vers des articles approfondissant le sujet. Les termes génériques sans rapport avec le sujet sont à éviter, ainsi que les répétitions de liens vers un même terme.
- Les liens externes sont à placer uniquement dans une section « Liens externes », à la fin de l'article. Ces liens sont à choisir avec parcimonie suivant les règles définies. Si un lien sert de source à l'article, son insertion dans le texte est à faire par les notes de bas de page.
- La présentation des références doit suivre les conventions bibliographiques. Il est recommandé d'utiliser les modèles {{Ouvrage}}, {{Chapitre}}, {{Article}}, {{Lien web}} et/ou {{Bibliographie}}. Le mode d'édition visuel peut mettre en forme automatiquement les références.
- Insérer une infobox (cadre d'informations à droite) n'est pas obligatoire pour parachever la mise en page.

Pour une aide détaillée, merci de consulter Aide:Wikification.
Si vous pensez que ces points ont été résolus, vous pouvez retirer ce bandeau et améliorer la mise en forme d'un autre article.
John Akomfrah, né le 4 mai 1957 à Accra, est un artiste, écrivain, réalisateur, scénariste, théoricien et conservateur britannique d'origine ghanéenne. Son travail reflète un engagement profond[non neutre]envers un radicalisme à la fois politique et cinématographique, qui s'exprime dans tous ses films.
Fondateur du Black Audio Film Collective en 1982, Sir John Akomfrah fait ses débuts en tant que réalisateur avec Handsworth Songs (1986), qui examine les retombées des émeutes de Handsworth de 1985. Handsworth Songs remporte le prix Grierson du meilleur documentaire en 1987.
Avec ses partenaires producteurs de longue date, Lina Gopaul et David Lawson, Sir John Akomfrah cofonde Smoking Dogs Films en 1998.
Selon les termes du Guardian, John Akomfrah « s'est forgé une réputation comme l'un des cinéastes les plus pionniers du Royaume-Uni [dont] les œuvres poétiques sont aux prises avec la race, l'identité et les attitudes postcoloniales depuis plus de trois décennies ».
En 2024, John Akomfrah est choisi pour représenter le Royaume-Uni à la Biennale de Venise.

## Biographie

### Enfance et études
John Akomfrah est né à Accra, au Ghana, le 4 mai 1957 de parents impliqués dans l'activisme anticolonial. Dans une interview avec Sukhdev Sandhu, il déclare : « Mon père était membre du cabinet du parti de Kwame Nkrumah ... Nous avons quitté le Ghana parce que la vie de ma mère était en danger après le coup d'État de 1966, et mon père est mort en 1966, en partie à cause de la lutte qui a conduit au coup d’État. ». Cette lutte est liée au déséquilibre de son identité qu'il exprime dans ses « Conversations avec le bruit » faisant partie des Cinq Murmures (2021). John Akomfrah est scolarisé dans les écoles britanniques vers l'âge de huit ans. Son excellence[non neutre] en tant qu'étudiant l'amène à mettre en valeur cette lutte contre ce déséquilibre entre la colonisation britannique et son identité.

### Carrière
En 1982, John Akomfrah est l'un des fondateurs du Black Audio Film Collective, actif jusqu'en 1998, dédié à l'examen des questions d'identité noire britannique à travers le cinéma et les médias. En 1986, le collectif produit le documentaire Handsworth Songs, réalisé par John Akomfrah, qui porte sur les tensions raciales en Grande-Bretagne dans les années 1980. Incorporant du matériel d'archives et des actualités, et faisant un usage expérimental du son, Handsworth Songs a remporté sept prix internationaux, parmi lesquels le prix BFI John Grierson du meilleur documentaire.
En 1998, avec Lina Gopaul et David Lawson, ses partenaires producteurs de longue date, John Akomfrah cofonde Smoking Dogs Films.
De 2001 à 2007, John Akomfrah est gouverneur du British Film Institute. De 2004 à 2013, il est gouverneur de l'organisation cinématographique Film London.
John Akomfrah enseigne plusieurs cours dans des établissements universitaires, le Massachusetts Institute of Technology, l'Université Brown, l'Université de New York, l'Université de Westminster et l'Université de Princeton. En novembre 2013, un événement de trois jours sur trois campus, intitulé « Traductions cinématographiques : le travail de John Akomfrah », a lieu à l'Université de Toronto, où il est artiste en résidence. Une critique de son travail par la Harvard Film Archive déclare : « Akomfrah est devenu le pendant cinématographique de commentateurs et de contributeurs à la culture de la diaspora noire comme Stuart Hall, Paul Gilroy, Greg Tate et Henry Louis Gates. Ce faisant, il continue à exploiter les archives audiovisuelles du XXe siècle, recontextualisant ces images non seulement en les sélectionnant et en les juxtaposant mais aussi en y ajoutant des textes éloquents et allusifs ».
Les œuvres de John Akomfrah font partie des collections permanentes de différents musées, notamment de celles du Smithsonian 's Hirshhorn Museum and Sculpture Garden, du Pérez Art Museum Miami et de l'Institut d'art contemporain de Boston.
Le 24 janvier 2023, il est annoncé que John Akomfrah représenterait le Royaume-Uni à la 60e Biennale de Venise en 2024.

## Présentations solos
John Akomfrah a des présentations personnelles au Hirshhorn Museum and Sculpture Garden (2022), à l'Institute of Contemporary Art/Boston (2019), au musée de l'Image de Umeå en Suède (2015), au Broad Art Museum à East Lansing (2014), au musée Tate Britain (2013), à l'Institute of Contemporary Arts à Londres (2012), au Museum of Modern Art, à New York (2011) et au British Film Institute, à la BFI Gallery (2010).
En 2013, son œuvre majeure The Unfinished Conversation, une installation multicouche, est présentée à la Tate Britain pendant six mois et acquise pour la Collection nationale. À l'occasion de son 10ᵉ anniversaire, The Unfinished Conversation est remontée au Midlands Arts Centre dans le cadre du festival Birmingham 2022.
Son œuvre de 2015, Vertigo Sea, est une installation cinématographique sur trois écrans qui a été présentée à la 56ᵉ Biennale de Venise en mai 2015 ,. Vertigo Sea est créée au Royaume-Uni à l'Arnolfini à Bristol (16 janvier-10 avril 2016) coïncidant avec une exposition d'œuvres nouvelles et récentes de John Akomfrah présentée à la Lisson Gallery. De plus, une présentation de Vertigo Sea a lieu à Cardiff. En octobre 2016, son installation vidéo de 40 minutes sur deux écrans Auto Da Fé, filmée à la Barbade et inspirée du thème de 400 ans de migration et de persécution religieuse, est présentée.
Purple (2017), une installation vidéo de 62 minutes sur six écrans commandée, est pour l'espace important de la Curve Gallery du Barbican de Londres. John Akomfrah la décrit comme « une réponse à [l'] Anthropocène ». Une série de projections de films comprenant des sélections qu'il a réalisées a lieu à partir d'octobre 2017 au cinéma du Centre Barbican. L'installation est exposée au musée national Thyssen-Bornemisza à Madrid, au musée de l'Image de Umeå, en Suède, à l'Institut d'art contemporain de Boston, au Musée Hirshhorn et jardin de sculptures, à Washington, et au musée Coleção Berardo de Lisbonne,,.
Après le début de la pandémie de Covid-19 et les manifestations mondiales consécutives au meurtre de George Floyd en 2020, John Akomfrah commence à travailler sur Five Murmurations (2021), une vidéo de 55 minutes sur trois écrans, en réponse visuelle à son sentiment que « c'était comme si ». il y a eu presque deux pandémies, se chevauchant, se bousculant et s’affrontant. » Il présente le film en première solo à la Lisson Gallery de New York en 2021. Le film est projeté lors de présentations individuelles au Centraal Museum d'Utrecht en 2022 et au musée national d'Art africain à Washington, en 2023.
En 2023, à la suite de la pandémie de Covid-19, John Akomfrah lance une nouvelle œuvre à cinq chaînes intitulée Arcadia. Le film porte une réflexion sur l'échange colombien, le transfert généralisé de plantes, d'animaux, de métaux précieux, de marchandises, de populations, de technologies, de maladies et d'idées entre l'Amérique, l'Afro-Eurasie et l'Europe à partir du XVe siècle. Il est projeté à la Biennale de Sharjah avant de faire sa première au Royaume-Uni à The Box à Plymouth, où il est projeté jusqu'au 2 juin 2024.

## Filmographie
- 1986 : Handsworth Songs
- 1988 : Testament
- 1991 : Who Needs a Heart
- 1993 : Seven Songs for Malcolm X
- 1996 : The Last Angel of History
- 1996 : Memory Room 451
- 1998 : Call of Mist
- 1998 : Speak Like a Child
- 1999 : Riot
- 2010 : The Nine Muses
- 2012 :Hauntologies (Carroll/Fletcher gallery)
- 2013 : The Stuart Hall Project
- 2013 : The Unfinished Conversation[31],[32]
- 2013 : The March
- 2015 : Vertigo Sea
- 2016 : Auto Da Fé
- 2016 : Untitled
- 2016 : The Airport
- 2016 : Tropikos
- 2017 : Purple
- 2018 : Precarity[33]
- 2021 : Five Murmurations
- 2023 : Arcadia

## Prix et distinctions

### Distinctions
- 2008 : Officier de l'Ordre de l'Empire britannique (OBE) lors des honneurs du Nouvel An 2008[34].
- 2013 : doctorats honorifiques de l'Université des Arts de Londres[35] et de Goldsmiths, Université de Londres[36],[37].
- 2014 : Doctorat honorifique de l'Université de Portsmouth, l'école polytechnique réformée où il avait obtenu son diplôme en 1982[38],[39].
- 2018 : Commandeur de l'Ordre de l'Empire britannique (CBE) lors des honneurs d'anniversaire de 2017 pour services rendus à l'art et à la réalisation cinématographique.
- 2018 : Artiste de l'année aux Apollo Magazine Awards[40].
- 2019 : académicien royal en 2019[41].
- 2023 : chevalier lors des honneurs du Nouvel An 2023 pour services rendus aux arts.

### Prix
- 2012 : Prix Princesse Margaret de la Fondation culturelle européenne[42].
- 2017 : Prix biennal Artes Mundi, la plus grande récompense britannique pour l'art international[43],[24],[44]